# 河國榮
河國榮（英語：Gregory Charles Rivers，1965年4月30日—2024年2月2日），澳洲籍香港男演員及電視主持，曾為無綫電視和邵氏兄弟旗下藝人。其乾女兒是女藝人雷深如。2024年2月2日，河國榮於西貢大坳門村寓所內燒炭自殺身亡，終年58歲。也是現今香港娛樂圈少數直到去世也先後亮相過亞洲電視、無綫電視、邵氏兄弟、香港電台電視部及香港電視娛樂的藝員之一。

## 簡歷

### 早年生活
河國榮來自澳洲昆士蘭州金皮市，有兩個妹妹，祖父是一個面積佔一百畝地的菠蘿農場主人，父親是政府公務員。他於1979年移居新南威爾斯州藍山，在校時參予過舞台劇，後於1983年升讀大學，在藍山任職餐廳及酒吧職員以賺取學費；在新南威爾士大學修讀醫科期間遇上一名香港留學生，讓他首次接觸到香港流行音樂，尤其鍾愛張國榮的流行曲，並對悉尼唐人街深感興趣，開始學習廣東話之餘，也希望了解更多當地文化如飲茶、香港電影等。同期當過報紙派遞員。但至3年級時學業成績每況愈下，他因未能通過期末考試而須重讀，故此決定放棄學位且开始儲錢，曾在新南威爾士大學轄下宿舍肯辛頓學院（The Kensington Colleges）任職洗碗工及廚房助手，亦於布里斯本百年老店鬆餅莊園（The Pancake Manor）學師，計劃前往香港生活。據2016年11月29日由河國榮、布偉傑及喬寶寶一同主持的新城數碼音樂台節目《三個老外一個墟》首集內容顯示，他憶述早在1985年，張國榮到澳洲開演唱會，為了接近偶像，透過各種門路成為其澳洲專用司機，其大學華人同學更以其英文名稱翻譯為漢名「河國榮」。另外，據2007年3月19日無綫電視娛樂資訊節目《娛樂直播》專訪中透露，他於1986年至1987年初，見譚詠麟也赴澳洲舉辦演唱會，為一睹巨星風采而又當其免費司機，但因被他在演唱會裡稱作「河詠麟」，所以那段時期皆用「河詠麟」之名演出。

### 演藝發展
1987年5月31日，河國榮來到香港發展和定居朋友位於廣播道前公務員宿舍的家。當時他以嘉賓身份於《譚詠麟87與你情不變演唱會》上與譚詠麟合唱《朋友》一曲，在搬到北角居住後即到中環獵頭公司尋找新工作，任職私立「育成語文商科學校」英文教師，並學習少量日語。半年後（即1988年初），他從同事張貼的海報中留意到無綫電視招募會說粵語的外國人，不久通過曾勵珍面試成為特約演員，再為增加薪酬而簽約為旗下第一位非混血外籍合約藝員；隨後接拍首部電視劇集《大茶園》，初年參演部分劇集的演員名單上以「河詠麟」作記錄。其白人形象曾出現在多部香港電視劇和電影內，比如多次飾演香港主權移交前的英國高官、香港警隊高層官員、律師、機師、牧師或跨國公司高層等角色。1990年代後期，他選擇修讀香港大學中文學院漢語中心的四年制普通話課程，此前曾在高中求學時自修三年法語，約2000、2001年有意淡出電視演員行列，原因是無綫電視的劇集製作組只顧趕快完工，不重視其粵語達標與否，亦覺得演戲技巧不足而想進一步改善；2002至2003年於舞台劇《但願人長久》中，飾演鄧麗君男友「阿 Paul」之後，2004年接納林立三介紹獨個兒赴美國洛杉磯報讀了3個月演藝課程。
2007年年尾，河國榮因機緣巧合下在街上遛狗時遇上正在駕駛的周潤發，傾談間獲邀隨行到荷里活負責指導他學習英語1年。2014年5月，他跟妻子在西貢墟租用幾十英尺攤位擺檔，售賣咖啡和自家製作的寶石首飾；2015年10月22日於時裝雜誌《旭茉JESSICA》訪問內表明自己熱愛唱歌，5年前起更自資灌錄翻唱1980年代廣東歌的唱片，可是身體不停出現障礙如嚴重胃酸倒流，灼傷了喉嚨，遂影響出碟計劃。2016年1月11日，他於毛記電視主辦的《第一屆十大勁曲金曲分獎典禮》中獲頒發「香港區最受歡迎男歌星」，繼而再憑二次創作歌曲《亞視永恆》奪得「曲金曲獎」。同年2月8日，他在旺角騷亂發生後，曾於個人 Facebook 專頁發文指責示威者所為及警察應對不當；隨後3月29日，他在其面書上表示接受了《香港蘋果日報》訪問，內容關於曲奇產品，惟《蘋果日報》於同月20日刊出有關「訪問」時卻標明是「廣告」。他事後才知受騙，亦澄清自己不是任何曲奇牌子代言人；而他曾赴洛杉磯學習唱歌一個月，還跟隨馮夏賢（啤老師）進修歌藝。
2017年3月，河國榮切除右耳後邊的基底細胞癌惡性腫瘤，隨後又因心律不正而做了兩次手術；同年5月獲 Netflix 邀請，替美國諷刺戰爭電影《戰爭機器》拍攝宣傳片，受到不少網民支持和讚賞。同年10月，他接受上海東方衛視邀請，參與音樂綜藝節目《唱響中華》，並演唱其曾參演的1994年無綫電視劇集《笑看風雲》同名主題曲（鄭少秋原唱），獲網民好評。2018年，他希望紀念來港31週年，決定於5月31日及6月1日在九龍灣展貿中心舉行首個個人音樂會「河國榮31.31Dare to Dream音樂會」。2019年8月，他簽約成為邵氏兄弟藝人，曾參演中國大陸電影《我和我的祖國》，於片中講述香港回歸的「回歸」一節中飾演中英聯合聯絡小組英方首席代表休·戴維斯（Hugh Davies）。2020年，為了籌集藥費醫治收養多年的寵物犬，欠下朋友和信用卡卡數逾80萬，並向香港政府申請防疫抗疫基金應付生活支出，但不久就獲相識近20年的鄰居邀請，以百萬酬勞擔任電子門鎖代言人。

### 逝世
2024年2月2日晚上10時許，河國榮被發現在西貢大坳門村一所村屋的睡房內酒後燒炭自殺，當場證實不治，終年58歲。據悉他飽受右耳基底細胞癌、胃酸倒流等病痛折磨，自己領養的狗又罹患骨癌，亦曾財困欠下數十萬朋友和信用卡的債務，最終不堪數月前喪妻之痛而導致抑鬱自殺。其生前好友美籍香港男演員布偉傑也稱河因喪妻閉關多時而無法聯絡。

## 軼事

### 漢名起源
「河國榮」一名其實是由他的大學華人同學以其英文名稱翻譯而成。「河」是取其姓「Rivers」，「國榮」則取其名「Gregory」近音和參考其偶像張國榮名字所組成。河國榮曾在商業電台叱咤903《有耳喱民》節目內親述他的中文名稱源於一次表演中演唱張國榮的《Monica》，華人同學就把其英文姓氏「Rivers」加上「張國榮」名字拼砌成沿用至今的藝名；他亦曾在無綫電視娛樂資訊節目《K-100》裡提及近似內容。其身份證上印有「河國榮」一中文名稱。

### 感情生活
1987年，河國榮來港任職英文教師期間認識從事珠寶業的張浣澄（Bonnie），當時她是其英文補習學生。翌年，他申請香港簽證延期被拒和勒令兩星期內必須離開，為圓歌星夢便註冊結婚，1989年3月18日舉行婚禮。可兩人拍拖僅八個月，過程中又曾遭女方父親反對；婚後放棄生兒育女，為了照顧十多隻領養的寵物犬，選擇定居西貢村屋，並決定在香港終老。

## 演出作品

### 電視劇（無綫電視）
| 首播                                 | 劇名                       | 角色                                                               |
| 1988年                               |                            |                                                                    |
| 5月16日 - 6月10日                    | 大茶園                     | Nelson（法租界領事，演員表署名何詠麟）                             |
| 11月28日 - 1989年1月27日             | 太平天國                   | 羅孝全（西洋傳教士，演員表署名何詠倫）                             |
| 1989年                               |                            |                                                                    |
| 1月30日 - 2月24日                    | 吉星報喜                   | 史密夫                                                             |
| 3月27日 - 3月31日                    | 花月佳期                   | 法國餐廳侍應                                                       |
| 4月3日 - 6月9日                      | 義不容情                   | 澳洲期信集團職員                                                   |
|                                      | 死亡陷阱（單元劇）         | 督 察                                                              |
| 6月12日 - 7月7日                     | 相愛又如何                 | 客 人（第9集）                                                     |
| 8月7日 - 8月25日                     | 飛虎群英                   | 警 司（演員表署名何詠麟）                                          |
| 8月21日 - 9月22日                    | 摘星的女人                 | Pierre（法國酒商）                                                 |
| 9月25日 - 10月20日                   | 串燒冤家                   | Disco客人（第8集）                                                 |
| 11月13日 - 12月22日                  | 他來自江湖                 | Peter（李少筠之秘書)                                               |
| 11月23日 - 1990年1月18日             | 婆媽女婿                   | 街頭表演者（第29集）                                               |
| 12月25日 - 1990年1月19日             | 天涯歌女                   | 遊 客                                                              |
| 1990年                               |                            |                                                                    |
| 1月22日 - 2月2日                     | 富貴超人                   | 國際刑警（第9集)                                                   |
| 3月5日 - 3月30日                     | 優皮幹探                   | 李耀峰（李sir)                                                     |
| 4月30日 - 5月25日                    | 回到未嫁時                 | 史密夫                                                             |
| 5月14日 - 7月6日                     | 我本善良                   | 英國警司                                                           |
| 6月25日 - 7月20日                    | 午夜太陽                   | 白威信（展覽保安負責人）                                           |
| 7月9日 - 7月27日                     | 孖仔孖心肝                 | 澳洲買家（Mr. Johnson）                                            |
| 7月10日 - 1991年3月29日              | 同居三人組                 | 鬼佬上司（第43集)                                                  |
| 7月10日 - 1991年3月29日              | 同居三人組                 | Martin（第115集)                                                   |
| 7月10日 - 1991年3月29日              | 同居三人組                 | 鬼佬阿sir（Charles，第134集)                                       |
| 7月10日 - 1991年3月29日              | 同居三人組                 | 尼古丁（恆譽企業副總經理，第140集起)                               |
| 9月3日 - 10月5日                     | 零點出擊                   | 莊 偉（莊sir）                                                     |
| 10月1日 - 10月26日                   | 又是冤家又聚頭             | Johnny Stone                                                       |
| 10月8日 - 11月2日                    | 走路新郎哥                 | 威廉士（神父）                                                     |
| 10月29日 - 12月7日                   | 笑傲在明天                 | 保險公司經理                                                       |
| 11月5日（海外首播）                  | 歡樂山城                   | 湯 臣                                                              |
| 1991年                               |                            |                                                                    |
| 1990年12月10日 - 1991年1月18日       | 人在邊緣                   | 陳督察                                                             |
| 1990年12月24日 - 1991年1月18日       | 天若有情                   | 何 標（Bill）                                                      |
| 1月14日 - 2月8日                     | 我係黃飛鴻                 | 神 父                                                              |
| 1月21日 - 2月15日                    | 男人勿近                   | Thomas                                                             |
| 3月18日 - 4月12日                    | 人海驕陽                   | 丁 Sir（警官）                                                     |
| 4月15日 - 5月10日                    | 漂白英雄                   | Peter                                                              |
| 4月16日 - 5月13日                    | 打工貴族                   | 神 父                                                              |
| 5月27日 - 6月21日                    | 忠奸老實人                 | 佐丹尼斯基（美國著名大提琴演奏家 ，第13集)                         |
| 6月11日 - 7月8日                     | 未婚爸爸                   | Danny（江可可新男朋友，第9集)                                      |
| 7月8日 - 8月2日                      | 浪族闊少爺                 | Johnson                                                            |
| 8月19日 - 9月20日                    | 怒海孤鴻                   | 外國人                                                             |
| 9月30日 - 11月1日                    | 灰網                       | Joe                                                                |
| 12月9日 - 1992年1月3日               | 老友鬼鬼                   | 神 父（第10集)                                                     |
| 1992年                               |                            |                                                                    |
| 1月6日 - 1月17日                     | 三喜臨門                   | 彼 得（同性戀者)                                                   |
| 1月7日 - 4月                         | 摩登小男人                 | Pierre（第2集)                                                     |
| 1月7日 - 4月                         | 摩登小男人                 | 上 司（第11集)                                                     |
| 3月9日 - 4月3日                      | 92鍾無艷                   | 製 片（第20集）                                                    |
| 4月6日 - 5月1日                      | 重案傳真                   | 軍火專家                                                           |
| 4月6日 - 5月1日                      | 重案傳真                   | 廚 師                                                              |
| 1991年11月20日 - 1992年11月20日      | 卡拉屋企                   | 問路遊客（第122集）                                                |
| 5月4日 - 6月26日                     | 火玫瑰                     | 米路醫生（第33-36集）                                              |
| 6月8日 - 7月3日                      | 破繭邊緣                   | 警 司                                                              |
| 7月27日 - 9月4日                     | 巨人                       | 高級職員                                                           |
| 8月24日 - 9月18日                    | 賭霸                       | 摩爾托夫                                                           |
| 9月7日 - 10月2日                     | 他來自天堂                 | 神 父                                                              |
| 10月5日 - 10月30日                   | 血濺塘西                   | 羅拔臣（Robinson）                                                 |
| 10月5日 - 11月27日                   | 大時代                     | 關 Sir（警司，第22、23集）                                         |
| 11月23日（海外首播）                 | 梟情                       | 佐 治（醫生）                                                      |
| 12月7日 - 1993年1月1日               | 我愛牙擦蘇                 | 羅拔臣（Robinson）                                                 |
| 12月28日 - 1993年1月22日             | 九反威龍                   | 移民官（第4集）                                                    |
| 1993年                               |                            |                                                                    |
| 1992年12月13日 - 1993年              | 極度空靈                   | 司 儀（第5集）                                                     |
| 1月4日 - 1月29日                     | 老襯喜相逢                 | 鬼 佬（第19集）                                                    |
| 2月1日 - 2月26日                     | 飛星尋龍                   | Peter                                                              |
| 2月22日 - 3月19日                    | 怒火羔羊                   | Brown（警司）                                                      |
| 3月1日 - 3月26日                     | 原振俠                     | Dr. Johnson（醫學家）（第14集）                                    |
| 3月8日（海外首播）                   | 精武五虎                   | Robinson（警官）                                                   |
| 3月22日 - 4月16日                    | 大頭綠衣鬥殭屍             | 新警察總監                                                         |
| 3月29日 - 5月21日                    | 天倫                       | 洋 漢                                                              |
| 5月11日 - 6月7日                     | 偷心大少（又名奇情小男人） | 濟 臣（澳洲警長，第10集聲音演出， 未被列入片尾演員表）             |
| 5月24日 - 6月18日                    | 雌雄大老千                 | 鬼佬教練                                                           |
| 6月21日 - 7月16日                    | 金牙大狀                   | 賣簪洋人（後來成為了戴阿斗殺人案的證人）                           |
| 7月12日 - 8月6日                     | 少年五虎                   | 何律師（第18集）                                                   |
| 7月19日 - 8月14日                    | 賭霸天下                   | Dr. Anderson（第17-19集）                                          |
| 9月13日 - 10月13日                   | 超能幹探SuperCop           | 戴維斯（電腦奇才，第10、12集）                                     |
| 10月11日 - 12月3日                   | 馬場大亨                   | 研訊小組主席                                                       |
| 11月25日 - 12月22日                  | 妙探出更                   | 軍火商人                                                           |
| 11月30日 - 12月                      | 精靈酒店                   | 醫 生（Peter，第7集）                                              |
| 12月6日 - 1994年1月14日              | 龍兄鼠弟                   | Dr. Robinson                                                       |
|                                      | 鎮金女人週記               |                                                                    |
| 1994年                               |                            |                                                                    |
| 2月7日 - 3月                         | 孤星劍                     | Mr. Johnson                                                        |
| 2月28日 - 4月8日                     | 第三類法庭                 | 英國拍賣官（第8集）                                                |
| 4月11日 - 5月6日                     | 清宮氣數錄                 | 羅拔臣（Robinson，英軍參贊，第1集）                                |
| 5月9日 - 6月3日                      | 新重案傳真                 | 嫖 客                                                              |
| 7月4日 - 7月29日                     | 婚姻物語                   | Gary                                                               |
| 7月5日 - 8月1日                      | 成日受傷的男人             | Nelson（警司）                                                     |
| 1994年10月10日 - 1995年5月12日       | 餐餐有宋家                 | 包先生                                                             |
| 10月23日 - 11月19日                  | 方世玉與乾隆皇             | 湯瑪士                                                             |
| 11月14日 - 12月9日                   | 天子屠龍                   | 南懷仁                                                             |
| 11月21日 - 1995年1月13日             | 笑看風雲                   | Tommy（警官）                                                      |
| 1995年                               |                            |                                                                    |
| 1月16日 - 2月10日                    | 前世冤家                   | 神 父（第9、11集）                                                 |
| 2月6日 - 3月3日                      | 命轉乾坤                   | Dantd（第12集）                                                    |
| 3月6日 - 3月31日                     | 金牙大狀（貳）             | 摩利士                                                             |
| 3月13日 - 4月7日                     | 刑事偵緝檔案               | John（謝婉婷之情夫）                                               |
| 4月10日 - 5月5日                     | 南拳北腿                   | 羅便臣（Mr. Robinson，英國官員，第11集）                           |
| 5月8日 - 6月2日                      | 廉政英雌之火槍柔情         | 陸Sir (火槍隊總訓練主任，第10集)                                   |
| 6月26日 - 8月4日                     | 萬里長情                   | 麥拉倫 (高級警司)                                                  |
| 7月3日 - 7月28日及7月30日            | O記實錄                    | Gary（林仔）                                                       |
| 9月4日 - 9月29日                     | 忘情闊少爺                 | John Barton（美國建設銀行總裁）                                    |
| 10月16日 - 11月10日                  | 一切從失蹤開始             | 神 父                                                              |
| 10月30日 - 11月24日                  | 天降奇緣                   | 湯（海洋公園管理層）                                               |
| 1996年                               |                            |                                                                    |
| 5月15日 - 1999年11月13日             | 真情                       | Wyman（早期角色，為李多欣的上司）                                  |
| 5月15日 - 1999年11月13日             | 真情                       | Dr. Ronald（中後期角色，為阿靜昏迷期間的主診醫生）                 |
| 6月10日 - 7月5日                     | 廉政行動組                 | Johnny Kan（簡Sir，高級督察）                                      |
| 6月10日 - 7月5日                     | 緝私群英                   | Nelson（陳健文上司）                                               |
| 9月2日 - 10月25日                    | 新上海灘                   | Pie（法國領事）                                                    |
| 10月7日 - 11月15日                   | 闔府統請                   | 主席評判（第24集）                                                 |
| 10月28日 - 12月6日                   | O記實錄II                  | Gary（林仔）                                                       |
| 12月9日 - 1997年1月3日               | 地獄天使                   | Nelson（酒吧侍應）                                                 |
| 1997年                               |                            |                                                                    |
| 1月6日 - 1月24日                     | 皇家反千組                 | 總警司（第18集）                                                   |
| 2月17日 - 3月7日                     | 當女人愛上男人             | 洋人遊客（第13集）                                                 |
| 3月24日 - 4月18日                    | 苗翠花                     | Mr. Robinson（英國大使）                                           |
| 6月9日 - 7月5日                      | 保護證人組                 | Stephen Sliver（國際知名大導演）                                   |
| 6月23日 - 7月26日                    | 難兄難弟                   | 白賴仁（Brian，美國製片）                                          |
| 8月4日 - 8月29日                     | 大鬧廣昌隆                 | 司徒波比（陳剛上司）                                               |
| 9月29日 - 11月7日                    | 狀王宋世傑                 | 八國聯案中八國代表律師                                             |
| 11月24日 - 12月19日                  | 廉政追緝令                 | 上 司（廉政公署）                                                  |
| 12月22日 - 1998年2月7日              | 鑑證實錄                   | Vaness（時裝店老闆）                                               |
| 1998年                               |                            |                                                                    |
| 1月12日 - 3月10日                    | 乾隆大帝                   | 史密夫（第1集）                                                    |
| 2月16日 - 5月10日                    | 天地豪情                   | 機師代表                                                           |
| 6月1日 - 7月31日                     | 鹿鼎記                     | 高里津（羅剎國總督）                                               |
| 8月3日 - 9月4日                      | 難兄難弟之神探李奇         | 史sir                                                              |
| 8月3日 - 8月28日                     | 離島特警                   | 劉 Sir（警司，為楊家聰、沈天祐上司）                               |
| 8月31日 - 10月10日                   | 妙手仁心                   | 警察長                                                             |
| 9月7日 - 9月25日                     | 林世榮                     | 羅拔臣（Mr. Robinson）                                             |
| 9月28日 - 10月23日                   | 愛在暴風的日子             | 灰 頭（駱俊及洪坤上司）                                            |
| 9月28日 - 10月23日                   | 網上有情人                 | Jean（法國酒商兒子，第19集）                                       |
| 10月12日 - 12月6日                   | 烈火雄心                   | Mr. Stephen（芬丈夫）                                              |
| 11月1日 - 11月29日                   | 廉政行動1998               | 外國領事館上司（第5集）                                            |
| 1999年                               |                            |                                                                    |
| 1月4日 - 2月7日                      | 鑑證實錄II                 | 法 官（第4、6集）                                                  |
| 3月5日 - 5月7日                      | 金玉滿堂                   | 馬天尼伯爵                                                         |
| 3月29日 - 6月4日                     | 刑事偵緝檔案IV             | Frankie Fan（廚師）                                                |
| 6月7日 - 7月17日                     | 狀王宋世傑（貳）           | 大英領使                                                           |
| 6月7日 - 7月2日                      | 全院滿座                   | 港 督（第8集）                                                     |
| 7月5日 - 7月30日                     | 反黑先鋒                   | 法 官（第19集）                                                    |
| 8月2日 - 8月27日                     | 非常保鑣                   | Mark（保安公司主管）                                               |
| 8月9日 - 9月3日                      | 雙面伊人                   | Dr. Bridge（醫生）                                                 |
| 8月16日 - 9月10日                    | 騙中傳奇                   | Mr. Johnson（第16集）                                              |
| 10月5日 - 10月29日                   | 命轉情真                   | 大國手（醫生）                                                     |
| 2000年                               |                            |                                                                    |
| 1月3日- 1月29日                      | 無業樓民                   | 神 父（第4集）                                                     |
| 2月19日- 4月                         | Loving You我愛你           | Daniel（單元5）                                                    |
| 2月21日- 7月7日                      | 男親女愛                   | 洋 人（巴利車行代表人，第72集）                                    |
| 5月22日- 6月9日                      | 生命有TAKE2                | John                                                               |
| 5月29日- 7月8日                      | 陀槍師姐II                 | 韋 Sir（總警司）                                                   |
| 7月10日 - 8月4日                     | 大囍之家                   | 康 希                                                              |
| 8月7日 - 9月2日                      | 廟街·媽·兄弟               | 陳 Sir                                                             |
| 11月20日 - 12月29日                  | 碧血劍                     | 雷 蒙                                                              |
| 11月13日 - 2001年4月6日              | FM701                      | Mr. Robinson                                                       |
| 2001年                               |                            |                                                                    |
| 1月1日 - 2月2日                      | 娛樂反斗星                 | 可 風（影射杜可風）                                                |
| 1月22日 - 2月16日（海外首播）        | 街市的童話                 | Andrew（佳康公司老闆）                                             |
| 4月9日 - 5月26日                     | 倚天屠龍記                 | 智慧王                                                             |
| 4月9日 - 6月1日                      | 勇往直前                   | 祈彼得（香港賽馬會馬術事務經理）                                   |
| 6月4日 - 7月6日                      | 美味情緣                   | Julian                                                             |
| 8月6日 - 8月31日（海外首播）         | 婚姻乏術                   | Simon（溫滔助手）                                                  |
| 9月17日 - 2002年12月28日             | 皆大歡喜                   | 波斯王子                                                           |
| 10月22日 - 11月16日（海外首播）      | 肥婆奶奶扭計媳             | Chris（機師，第4、5集）                                            |
| 12月24日 - 2002年1月18日             | 勇探實錄                   | 李景琛（警司）                                                     |
| 2002年                               |                            |                                                                    |
| 1月21日 - 2月17日                    | 彩色世界                   | 巴西佬（Brian Amada，咖啡商人，第19集）                            |
| 3月18日 - 4月12日                    | 騎呢大狀                   | 威廉士（華民政務司）                                               |
| 4月1日 - 5月3日（海外首播）          | 七號差館                   | 鶴健士（總警司）                                                   |
| 4月15日 - 5月24日（海外首播）        | 鄭板橋                     | 朗世寧                                                             |
| 7月8日 - 8月2日                      | 無考不成冤家               | Mr. Racinne（法國車商代表）                                        |
| 8月5日 - 9月13日                     | 再生緣                     | 馬可孛羅                                                           |
| 2001年9月17日 - 2002年12月28日       | 皆大歡喜                   | 羅賓漢（Nancy之夫）                                                |
| 10月14日 - 11月9日                   | 絕世好爸                   | Pierre                                                             |
| 11月18日 - 12月30日                  | 談判專家                   | 麥Sir（助理警務處長，第18、21集）                                  |
| 2003年                               |                            |                                                                    |
| 2月24日 - 3月23日                    | 洗冤錄II                   | 波斯商人（第15集）                                                 |
| 3月24日 - 5月2日                     | 智勇新警界                 | 遊 客（第2集）                                                     |
| 5月5日 - 5月30日                     | 十萬噸情緣                 | LA女神高層                                                         |
| 6月2日 - 7月11日                     | 衞斯理                     | 美國情報人員納爾遜（單元《盜墓》；第29、30集）                     |
| 7月28日 - 7月23日                    | 戀愛自由式                 | E.K. Ho                                                            |
| 7月30日                              | 皆大歡喜                   | 外籍警員（第63集）                                                 |
| 9月8日 - 10月3日                     | 英雄·刀·少年               | 攝影師                                                             |
| 10月27日 - 12月20日                  | 衝上雲霄                   | Eddie 機長（第16、17集）                                           |
| 11月3日 - 12月12日                   | 西關大少                   | Dr. Jones（鍾 Sir）                                                |
| 12月15日 - 2004年1月23日（海外首播） | 鳳舞香羅                   | 雷 米（法租界領事）                                                |
| 12月21日 - 2004年3月7日              | 富豪海灣非凡情緣           | Mr. Robinson                                                       |
| 2004年                               |                            |                                                                    |
| 1月（海外首播）                      | 心慌·心郁·逐個捉           | Mr. Robinson                                                       |
| 1月13日                              | 皆大歡喜                   | 神 父（第179集）                                                   |
| 3月31日、4月1日                      | 皆大歡喜                   | Mr. Ben（第235、236集）                                            |
| 4月26日 - 5月21日                    | 下一站彩虹                 | 2004年港姐選秀之貴賓（第10集）                                     |
| 5月24日 - 6月18日                    | 無名天使3D                 | CTU教官                                                            |
| 6月21日 - 7月16日                    | 一屋兩家三姓人             | Pacino（琴行老闆，孫皓月之男友）                                   |
| 6月21日 - 7月17日                    | 隔世追兇                   | 高傑宏（Kelvin，法證部主任）                                       |
| 7月19日 - 8月20日及8月22日           | 棟篤神探                   | Mr. Anderson（珠寶拍賣行主席）                                     |
| 2005年                               |                            |                                                                    |
| 1月4日                               | 皆大歡喜                   | 神 父（第429集）                                                   |
| 3月14日 - 4月8日                     | 御用閒人                   | 史密夫公爵                                                         |
| 6月6日 - 7月1日                      | 情迷黑森林                 | Jean Paul                                                          |
| 7月18日 - 8月12日                    | 我的野蠻奶奶               | 西 門（Simon，為龍巧巧未婚夫；第20集）                             |
| 7月25日 - 9月16日                    | 妙手仁心III                | 街頭賣唱者                                                         |
| 9月26日 - 10月21日                   | 人間蒸發                   | William Hunter（王小甜少女時的戀人）                               |
| 10月17日 - 11月25日                  | 胭脂水粉                   | Mr. Tin                                                            |
| 10月24日 - 12月6日                   | 阿旺新傳                   | Mr. Brown（「Cindy & Heidi」品牌時裝負責人；第12 - 15集）          |
| 10月24日 - 11月18日                  | 佛山贊師父                 | Mr. Robinson（羅便臣先生）                                         |
| 11月21日 - 12月30日                  | 隨時候命                   | Paul Stevens（飛行服務隊總機師）                                   |
| 12月7日 - 2006年1月4日               | 識法代言人                 | Sir Billy Thomas（湯馬士律師事務所高級合夥人，第14集）             |
| 2006年                               |                            |                                                                    |
| 2月20日 - 3月17日                    | 天幕下的戀人               | Steve Hood                                                         |
| 4月3日 - 4月28日                     | 潮爆大狀                   | Mr. Smith（律師）                                                  |
| 4月17日 - 5月14日                    | 女人唔易做                 | Letterman（Please職員）                                            |
| 5月15日 - 6月9日（海外首播）         | 上海傳奇                   | 皮禮士（工部局主席）                                               |
| 6月13日 - 7月9日                     | 男人之苦                   | 遊 客                                                              |
| 8月14日 - 9月8日                     | 刑事情報科                 | 金禮濤（Kim，CIB C 隊主管）                                        |
| 8月28日 - 10月6日                    | 鳳凰四重奏                 | Mr. Robinson（清末時期）                                           |
| 8月28日 - 10月6日                    | 鳳凰四重奏                 | 神 父（現代）                                                      |
| 11月20日 - 2007年1月5日              | 賭場風雲                   | 馬 列                                                              |
| 2007年                               |                            |                                                                    |
| 1月8日 - 2月9日                      | 突圍行動                   | Mr. James（品牌 Painter 高層）                                     |
| 3月12日 - 2008年8月7日               | 同事三分親                 | Ryan（第42集）                                                     |
| 3月12日 - 4月14日                    | 亂世佳人                   | 何神父                                                             |
| 3月12日 - 4月6日及4月8日             | 寫意人生                   | William（威廉王子，方子聰下屬）                                    |
| 3月27日 - 5月7日                     | 布衣神相                   | 扎 耶（波斯拜火教教主）                                            |
| 7月9日 - 8月3日（海外首播）          | 蘭花刼                     | 杜 雷（Sir Dore，法國領事及爵士，後來成為上海市長；第7、10、19集） |
| 7月16日 - 10月5日                    | 歲月風雲                   | 專家組長                                                           |
| 9月10日 - 10月5日                    | 舞動全城                   | Ray（廣告導演，第9集）                                             |
| 10月8日 - 11月2日                    | 奸人堅                     | Dr. Thomas（牙科醫生）                                             |
| 10月8日 - 11月24日                   | 通天幹探                   | 綁匪老鬼（聯同莊文康綁架莊文希；第33、34集）                       |
| 11月5日 - 12月1日                    | 鐵嘴銀牙                   | 馬爵士                                                             |
| 2008年                               |                            |                                                                    |
| 3月31日 - 4月25日                    | 金石良緣                   | Gilbert                                                            |
| 5月19日 - 6月28日                    | 法證先鋒II                 | 歐紹基（歐sir，爆炸品處理組負責人）                                |

### 電視劇（ViuTV）
| 首播                | 劇名                  | 角色                                    |
| 2016年              |                       |                                         |
| 4月11日 - 7月5日    | 瑪嘉烈與大衛系列 綠豆 | 蔡英洋（警方探員）                      |
| 2017年              |                       |                                         |
| 5月29日 - 7月7日    | 詭探                  | 白神父（Father White，威仔）            |
| 2018年              |                       |                                         |
| 3月26日 - 4月20日   | VR驅魔人              | Ben（Gabrielle 已故前度男朋友；第13集） |
| 11月19日 - 12月14日 | 假若愛有期限          | 阿 深（森哥；第15 - 17集）              |
| 2019年              |                       |                                         |
| 7月8日 - 8月2日     | Reboot                | Honda 哥                                |
| 2022年              |                       |                                         |
| 10月3日 - 10月21日  | 野人老師              | 東 尼                                   |

### 電視劇（其他）
| 首播                        | 劇名           | 角色                                       |
| 亞洲電視                    |                |                                            |
| 1989年                      |                |                                            |
| 2月14日                     | 夜琉璃         |                                            |
| 北京電視台文藝頻道          |                |                                            |
| 2010年                      |                |                                            |
| 11月29日 -                  | 大管家         | 史密夫                                     |
| 香港電台電視部 / 港台電視31 |                |                                            |
| 2011年                      |                |                                            |
| 5月18日 - 6月22日           | 非常平等任務   | Uncle Mark（Auntie Fountaine 丈夫；第6集） |
| 2016年                      |                |                                            |
| 2016年6月5日 - 2017年1月9日 | 有倉出租       | 何國人                                     |
| 影視兄弟有限公司            |                |                                            |
| 2017年                      |                |                                            |
| 9月23日 - 10月22日          | 反黑           | Wilson Smith                               |
| 完美世界影視                |                |                                            |
| 2021年                      |                |                                            |
|                             | 義無反顧       |                                            |
| 邵氏兄弟                    |                |                                            |
| 2022年                      |                |                                            |
| 2月21日 - 4月1日            | 飛虎之壯志英雄 | 羅智勇                                     |
| 寰亞傳媒集團                |                |                                            |
| 2023年                      |                |                                            |
| 11月6日 - 12月7日           | 疊影狙擊       | 布兰登（Brandon）                          |

### 電視電影（無綫電視）
| 首映     | 電影名                           | 角色                          |
| 1989年   |                                  |                               |
| 6月25日  | 特警90                           | 警 司                         |
| 9月24日  | 難民營風暴                       | 聯合國難民公署人員            |
| 11月26日 | 特警90 II之亡命天涯              | 警 司                         |
| 1990年   |                                  |                               |
|          | 特警90 III之明日天涯             | 鬼 仔（荷蘭黑社會骨幹成員）   |
| 1991年   |                                  |                               |
| 3月3日   | 夢斷江湖                         | 控方律師                      |
| 6月2日   | 末路狂奔                         |                               |
| 12月1日  | 妙探對講機                       | Benny（警方軍火專家）         |
| 1992年   |                                  |                               |
| 10月18日 | 群星會                           | 強盜頭目                      |
| 1993年   |                                  |                               |
| 2月14日  | 智勇雙妹嘜                       | Rambo（黑幫首領山下屬）       |
| 7月31日  | 箱屍奇案                         | 警 司                         |
| 11月20日 | 律政皇庭（1991年製作）           | David Ford（高級檢察官）      |
| 1994年   |                                  |                               |
| 5月29日  | 的士810                          | 警 司                         |
| 10月29日 | 天涯追兇                         | 警 司                         |
| 1995年   |                                  |                               |
| 10月13日 | 華探長                           | 高 柏（貪污警司，原型為葛柏） |
| 11月10日 | 傾城歲月                         | 大學教授                      |
| 1996年   |                                  |                               |
| 11月17日 | 江湖戀曲                         | 警 司                         |
| 1999年   |                                  |                               |
| 9月6日   | 飛虎雄風II搶灘行動（1996年製作） | 飛虎隊外籍隊長                |
| 2003年   |                                  |                               |
| 11月30日 | 熱血狙擊（2001年製作）           | Joe上司（警官）               |
| 2004年   |                                  |                               |
| 2月15日  | 親子大綁架（2002年製作）         | 助理警務處長                  |
| 3月21日  | 歷劫驚濤（2002年製作）           | 飛行隊長                      |

### 電影
| 首映               | 電影名                         | 角色                                     |
| 1987年             |                                |                                          |
|                    | 天國勇士                       |                                          |
| 1988年             |                                |                                          |
|                    | Act of Gangs                   |                                          |
|                    | 公子多情                       | 基佬偉                                   |
| 1989年             |                                |                                          |
| 6月29日 - 9月4日   | 至尊無上                       |                                          |
| 9月30日 - 10月4日  | 十面埋伏                       |                                          |
| 11月18日 - 12月6日 | 流氓差婆                       |                                          |
|                    | 戰場豪傑                       |                                          |
| 1990年             |                                |                                          |
| 1月20日 - 2月15日  | 亂世兒女                       | 門口守衛                                 |
| 5月19 - 24日       | 出土奇兵                       |                                          |
| 8月24日 - 9月11日  | 一咬OK                         |                                          |
| 9月27日 - 10月10日 | 絕橋智多星                     |                                          |
| 1991年             |                                |                                          |
| 4月18 - 24日       | 正紅旗下                       | 英國採訪記者                             |
| 8月17日 - 9月2日   | 黑貓                           |                                          |
| 1992年             |                                |                                          |
| 3月26日 - 4月1日   | 嘩鬼旅行團                     |                                          |
| 1994年             |                                |                                          |
| 4月28日 - 5月18日  | 表姐，你好嘢！4之情不自禁      | 外籍警官 John                            |
| 1995年             |                                |                                          |
| 9月14 - 27日       | 我是一個賊                     | John Sir                                 |
| 12月1 - 7日        | 爆炸令                         |                                          |
|                    | 明日天涯                       |                                          |
| 1996年             |                                |                                          |
| 4月13日 - 5月3日   | 正牌香蕉俱樂部                 | John Sir                                 |
| 6月7日 - 7月3日    | 四個32A和一個香蕉少年          |                                          |
| 11月9 - 14日       | 懵仔多情                       |                                          |
| 2000年             |                                |                                          |
| 11月2日 - 10日     | 創業玩家                       | 彭 丹（Panda）                           |
| 2007年             |                                |                                          |
| 9月13日            | 出埃及記                       | 督 察                                    |
| 2008年             |                                |                                          |
|                    | 真的戀愛了？                   |                                          |
| 2012年             |                                |                                          |
| 5月18日            | 浮城大亨                       | McCordle                                 |
| 2015年             |                                |                                          |
| 3月19日            | 五個小孩的校長                 | Tony                                     |
| 10月18日           | 死開啲啦                       | Dickens                                  |
| 2017年             |                                |                                          |
| 1月19日            | 我要發達                       | 阿 鼎                                    |
| 10月4日            | 希望（香港善導會60週年微電影） | 阿 榮                                    |
| 2018年             |                                |                                          |
| 2月11日            | 大迷信之3潮爆開運王            |                                          |
| 2月15日            | 我的情敵女婿                   | John                                     |
| 2019年             |                                |                                          |
| 9月30日            | 我和我的祖國                   | 中英聯合聯絡小組英方首席代表 Hugh Davies |
| 11月14日           | 獅子山上                       | 法 官                                    |
| 2021年             |                                |                                          |
| 4月22日            | 總是有愛在隔離                 | 防疫行動組成員                           |
| 2022年             |                                |                                          |
| 4月2日             | 邊緣行者                       | 理查德                                   |
| 2023年             |                                |                                          |
| 1月20日            | 超神經械劫案下                 | 老 頂                                    |

### 綜藝節目（香港）
| 首播              | 節目名                         | 備註                                                         |
| 無綫電視          |                                |                                                              |
| 1992年            |                                |                                                              |
|                   | 香港怪招                       | 演出                                                         |
| 1993年            |                                |                                                              |
|                   | 情場妙女郎                     | 演出                                                         |
| 1994年            |                                |                                                              |
|                   | 咪當我老襯                     | 演出                                                         |
|                   | 香港搞笑工程                   | 演出（第8-10集）                                             |
| 2000年            |                                |                                                              |
|                   | 東華愛心慶歡騰                 | 演出                                                         |
| 2001年            |                                |                                                              |
|                   | 歡樂滿東華                     | 演出                                                         |
| 2002年            |                                |                                                              |
|                   | 開心新班子                     | 演出（第7，9集）                                             |
| ？年              |                                |                                                              |
|                   | DaDa DeDe精靈樂園              | 嘉賓                                                         |
| 2007年            |                                |                                                              |
| 3月19日           | 娛樂直播                       | 嘉賓                                                         |
| 2011年            |                                |                                                              |
| 1月23日 - 4月10日 | 心有靈犀                       | 第12集嘉賓                                                   |
| 2012年            |                                |                                                              |
| 8月30日           | 今日VIP                        | 第169集嘉賓                                                  |
| 2021年            |                                |                                                              |
| 10月31日          | 思家大戰                       | 第9集嘉賓                                                    |
| 12月              | 歡樂滿東華                     | 表演嘉賓                                                     |
| 2022年            |                                |                                                              |
| 5月12日           | 360秒人生課堂                  | 第9集嘉賓                                                    |
| 優質生活台        |                                |                                                              |
| 2011年            |                                |                                                              |
| 4月9日            | 安琪會客室                     | 嘉賓                                                         |
| 港台電視31        |                                |                                                              |
| 2015年            |                                |                                                              |
| 4月1日            | 新文化運動                     | 第121集嘉賓                                                  |
| 7月5日            | 識法保積金 2之「早」先有「寧」 | 飾演管家（該節目於同日不同時間於亞視本港台及無綫翡翠台播出） |
| 2016年            |                                |                                                              |
| 1月30日           | 我係乜乜乜之我係大中華膠？       | 單元短片嘉賓（同日亦於無綫電視翡翠台播出）                   |
| 2月13日           | 頭條新聞                       | 飾演河老師                                                   |
| 6月13日           | 好好過日子                     | 嘉賓                                                         |
| 9月17日 - 11月8日 | 我家在香港II                   | 旁白                                                         |
| 2017年            |                                |                                                              |
| 12月3日           | 識多一點點                     | 第49集嘉賓                                                   |
| 有線電視          |                                |                                                              |
| 2013年            |                                |                                                              |
| 8月8日            | 繼續寵愛                       | 嘉賓                                                         |
| 毛記電視          |                                |                                                              |
| 2015年            |                                |                                                              |
| 8月24日           | 毛記電視勁曲金曲優秀選2015     | 演出                                                         |
| 2月 - 9月         | 六點半左右新聞報道             | 演出                                                         |
| 12月4日           | 歡樂滿些牙                     | 演出                                                         |
| 奇妙網            |                                |                                                              |
| 2016年            |                                |                                                              |
| 1月3日            | 普洱潮吹                       | 第3集嘉賓                                                    |
| ViuTV             |                                |                                                              |
| 2017年            |                                |                                                              |
| 1月30日           | 守護毛小孩                     | 第10集嘉賓                                                   |
| 4月8日            | 精裝送禮仔                     | 第1集嘉賓                                                    |
| HKonlineTV        |                                |                                                              |
| 2017年            |                                |                                                              |
| 2月1日            | 即使輸掉一切，也不要輸掉了微笑 | 嘉賓                                                         |
| 奇妙電視          |                                |                                                              |
| 2018年            |                                |                                                              |
| 1月7日            | 身‧醫‧管II                     | 第1集嘉賓                                                    |

### 綜藝節目（其他）
| 首播           | 節目名                               | 備註                         |
| 中國中央電視台 |                                      |                              |
| 2017年         |                                      |                              |
|                | 張羽希美食尋訪記                     | 嘉賓                         |
| 東方衛視       |                                      |                              |
| 2017年         |                                      |                              |
|                | 唱響中華                             | 表演嘉賓（演唱《笑看風雲》） |
| 新時代電視     |                                      |                              |
| 2008年         |                                      |                              |
| 12月17日       | 溫哥華華裔小姐2008                   | 與林嘉華合作                 |
| 2015年         |                                      |                              |
|                | 2015中華才藝小姐國際大賽（香港選區） |                              |
| 2016年         |                                      |                              |
| 1月31日        | 2015中華才藝小姐國際大賽（全球賽）   |                              |

### 主持節目（香港）
| 首播              | 節目名             | 備註                         |
| 無綫電視          |                    |                              |
| 2002年            |                    |                              |
| 11月9日、11月16日 | 星晨旅遊桂林真程趣 | 與吳毅將、陳霽平等合作       |
| 奇妙電視          |                    |                              |
| 2017年            |                    |                              |
| 5月14日 -         | 香港有寶證         | 與廖碧兒、李尚正及盧頌恩合作 |
| myTV SUPER        |                    |                              |
| 2021年            |                    |                              |
| 2月 - 4月         | 狗狗診療所         | 與李佳芯合作                 |

### 主持節目（其他）
| 首播    | 節目名  | 備註 |
| TVNAsia |         |      |
| 2016年  |         |      |
| 11月4日 | 韓味道3 |      |

### 舞台劇
| 首演          | 劇名                     | 角色          |
| ？年          |                          |               |
|               | 上海之夜                 |               |
| 2002 - 2003年 |                          |               |
|               | 但願人長久               | Paul          |
| ？年          |                          |               |
|               | Camelot                  |               |
| 2005年        |                          |               |
| 5月5 - 11日   | 香水                     | Paul          |
| 2007年        |                          |               |
| 3月16日 - ？  | They're Playing Our Song | 作曲家        |
| 2011年        |                          |               |
| 1月15 - 30日  | 中國皇后號               | 彼爾神甫      |
| 2015年        |                          |               |
| 4月17 - 19日  | 天堂之後                 |               |
| 2016年        |                          |               |
| 8月26 - 28日  | 西遊記                   | 說書人、觀 音 |
| 2018年        |                          |               |
| 2月2 - 4日    | 我愛比爾                 | 比 爾         |

### 粵劇
| 首演          | 劇名               | 角色   |
| 2016年        |                    |        |
| 4月1 - 3日    | 大紅袍：海瑞鬥嚴嵩 | 方濟各 |
| 2017年        |                    |        |
| 10月26 - 29日 | 納蘭三詠           | 南懷仁 |

### 網絡劇
| 首播                | 劇名                                | 角色           |
| InfoLit for U       |                                     |                |
| 2018年              |                                     |                |
| 8月10、13、15、17日 | 包搞掂萬事屋 （页面存档备份，存于） | 交通意外調查員 |

### 音樂錄像
| 年份    | 歌名         | 歌手    |
| 2017年  |              |         |
| 9月20日 | Love Is True | Reviver |

### 電台節目
| 日期       | 節目名            | 備註                                     |
| 2014年     |                   |                                          |
| 5月15日    | 職場引爆          | DBC數碼一台；嘉賓                        |
| 2015年     |                   |                                          |
| 1月25日    | 1圈圈             | 雷霆881；嘉賓                            |
| 4月26日    | 活在有情天        | 香港電台第五台；嘉賓                     |
| 11月29日 - | 三個老外一個墟    | 新城數碼音樂台；與喬寶寶及布偉傑一同主持 |
| 2016年     |                   |                                          |
| 1月29日    | 告士打道3號       | DBC數碼1台旗艦台；嘉賓                   |
| 1月31日    | 最好的時光        | DBC數碼1台旗艦台；嘉賓                   |
| 2月17日    | Gimme 5           | 香港電台第二台；嘉賓                     |
| 2月21日    | 舊日的足跡        | 香港電台第一台；嘉賓                     |
| 3月12日    | 1圈圈（星光背後） | 雷霆881；嘉賓                            |
| 8月15日    | 1圈圈             | 雷霆881；嘉賓                            |
| 2019年     |                   |                                          |
| 4月23日    | 敏感時刻          | 香港電台第二台；嘉賓                     |

## 音樂作品

### 改編歌曲
| 日期          | 歌名                     | 備註               |
| 2016年        |                          |                    |
| 2015年8月23日 | 亞視永恆                 | 原曲：《愛是永恆》 |
| 1月           | 真‧香港地 Featuring MC仁 | 原曲：《香港地》   |

## 音樂會
| 日期            | 音樂會名                                | 備註                                       |
| 2018年          |                                         |                                            |
| 5月31日、6月1日 | 河國榮31.31Dare to Dream音樂會          | 紀念來港31週年                             |
| 2019年          |                                         |                                            |
| 2月16日         | 星與夢 – 河國榮與你用愛擁抱晚晴™ 演唱會 | 為靈實司務道寧養院「慈惠病床服務」計劃籌款 |

## 廣告 / 代言
| 日期                      | 產品                                                                     |
| 2015年                    |                                                                          |
| 5月26日                   | 香港海外升學中心「河國榮 教乜鬼英語 第一集」                             |
| 7月6日                    | 香港海洋公園「【LINE × 海洋公園】夏水禮（ft. 杜小喬）」                  |
| 2016年                    |                                                                          |
| 1月29日                   | 救狗之家「堅 · 河國榮 × 救狗之家 - 同熱愛狗狗，愛是永恆！」              |
| 4月18日                   | 新假期「河國榮 Home 中奇遇」                                             |
| 4月27日                   | 荷里活廣場「河國榮變身成「真 · 台灣仔」推介【台南街頭小食節】」          |
| 4月27日                   | PlayStation「格鬥真人騷《真 · 超級學校霸王》第三集 - 河國榮亂入挑機」    |
| 4月29日                   | 智遊網「千錯萬錯行李錯之河國榮教你讀航空公司」                           |
| 7月12日                   | Wall Street English「給有夢想嘅你」                                      |
| 10月16日                  | 糖尿天使「無糖體驗日真人 Show 之河國榮篇」                               |
| 10月26日                  | 幸福醫藥「金判坤 · 河國榮 · Xyza Cruz Bacani 都係香港人」                |
| 10月31日                  | 幸福醫藥「幸福對談 河國榮 & 張彥博」                                     |
| 11月15日                  | Mind & Life 心活誌「星級讀心室之你問我答 — 河國榮」                      |
| 11月21日                  | Mind & Life 心活誌「【☕ 心活輕輕鬆】河國榮 一齊「溝」嘢」               |
| 12月22日                  | 關懷愛滋「「關懷愛滋」 × 河國榮【共建平等醫療環境】」                    |
| 2017年                    |                                                                          |
| 3月20日                   | 端傳媒「河國榮 × Vivek Mahbubani 對談：這是他們給香港的情書。」          |
| 3月21日                   | 維他「河國榮 × 維他港式奶茶【小食篇】」                                  |
| 3月21日                   | 維他「河國榮 × 維他港式奶茶【雞蛋仔格仔餅篇】」                          |
| 3月27日                   | 大家樂「河國榮 × 盧宛茵 教你重遇舊情人點算好！」                         |
| 7月10日                   | 3M公司（香港）「河國榮：給 Mum & Dad 的家書」                            |
| 11月22日                  | cpjobs.com「份 Job 就係我 － 河國榮」                                    |
| 2018年                    |                                                                          |
| 11月15日                  | 香港郊野公園「萬事俱備 樂遊郊野」                                        |
| 2020年                    |                                                                          |
| 9月17日                   | Ray White（香港）「一定幫到您! \| Ray White 真正源自澳洲的地產代理品牌」 |
| 2022年                    |                                                                          |
| 12月28日 - 2023年12月25日 | Yesmeal（香港）華人線上超市                                              |

## 曾獲獎項與提名
| 日期    | 獎項                                                                      | 結果 |
| 2016年  |                                                                           |      |
| 1月11日 | 毛記電視第一屆十大勁曲金曲分獎典禮「曲金曲獎」 （得獎歌曲：《亞視永恆》） | 獲獎 |
| 1月11日 | 毛記電視第一屆十大勁曲金曲分獎典禮「香港區最受歡迎男歌星」                | 獲獎 |